# Conleth Hill
Conleth Hill (Ballycastle, Irlanda del Nord, 24 de novembre de 1964) és un actor britànic.

## Carrera
Conleth Hill es graduà al Guildhall School of Music and Drama el 1988. El 1999 protagonitzà Stones in his Pockets amb Sean Campion al Lyric Theatre de Belfast. L'obra arribà al West End de Londres i després a Broadway. El 2001 Hill guanyà el premi Laurence Olivier al millor actor per la seva feina en aquesta obra.

## Filmografia parcial
- 1994: A Man You Don't Meet Every Day - Michael
- 1992-1994: Blue Heaven (sèrie de televisió; 7 episodis) - Roache
- 1998: Crossmaheart - Coulter
- 2003: Intermission - Robert
- 2007: Ronni Ancona & Co. (sèrie de televisió; 3 episodis) - diversos papers
- 2009: Si funciona... - Brockman
- 2009: Perrier's Bounty - Russ
- 2011: The Shore - Paddy
- 2011: La pesca del salmó al Iemen - Bernard Sugden
- 2011: Game of Thrones (sèrie de televisió; 9 episodis) - Varys
- 2021: Per a Olivia (To Olivia)